# Van Emde Boas木
van Emde Boas 木 (オランダ語発音: [vɑn ˈɛmdə ˈboːɑs]) とは、m ビットの整数による連想配列を実現するための木構造である。オランダの計算機科学者 Peter van Emde Boas らによって 1975 年に開発された。探索・挿入・削除といった操作がすべて最悪計算量 O(log log M) で行える。 
vEB 木の空間計算量は悪く、例えば、32 bit 整数を扱おうとすると、M=232 ビットの記憶域が必要になってしまう。ただし、工夫すれば、扱う要素の数を n として O(n) の空間計算量を実現することもできる。

## 操作
vEB 木は、順序付き連想配列の機能を持ち、挿入・削除・検索の機能を持つ。また、これに加えて、与えられた数の周辺の要素の検索も可能である。
- 挿入：m ビットのキーと、対応する値のペアを挿入する
- 削除：与えられたキーを持つ要素を削除する
- 検索：キーから要素を検索する
- 後方検索：k 以上で最小のキーを持つ要素を検索する
- 前方検索：k 以上で最大のキーを持つ要素を検索する

さらに、vEB 木は最小値・最大値のクエリにも対応可能である。  最小値と最大値は木に変数として保存されているため、これらのクエリには O(1) で応答できる。

## 機能

1, 2, 3, 5, 8, 10 が挿入された後の vEB 木と、根が持つ補助構造の例

簡単のため、 log2 m = k がある整数 {\displaystyle k} について成り立つとする。また、M = 2m とする。vEB 木 T の根は、長さ {\displaystyle {\sqrt {M}}} の配列 T.children を持つ。T.children[i] は、{\displaystyle i{\sqrt {M}}} から {\displaystyle (i+1){\sqrt {M}}-1} までの要素を管理する vEB 木へのポインタを持つ。さらに、T はその最小値と最大値 T.min、T.max と、補助の vEB 木 T.aux を持つ。
vEB 木には以下のようにデータが保存される。
木内の最小値は T.min に、最大値は T.max に入る。 T.min 以外の全ての値 {\displaystyle x} は、{\displaystyle i=\lfloor x/{\sqrt {M}}\rfloor } として T.children[i] で管理される。T.aux は、T.children のそれぞれの要素が値を持っているかを管理する。つまり、T.children[j] が空でない場合のみ T.aux は値 {\displaystyle j} を持つ。

### 後方検索
vEB 木上で、x 以上で最小の要素を検索する FindNext(T, x) は次のように実現できる：
・もし x<T.min なら T.min を返す。
・もし x≥T.max ならそのような要素は存在しない。
・{\displaystyle i=\lfloor x/{\sqrt {M}}\rfloor } として、x<T.children[i].max なら、答えは T.children[i] で再帰的に探索して発見できる。
・そうでなければ、T.aux で i 以上の最小の要素 j を検索して、T.children[j].min を返す。
```
function
 FindNext(T, x)
    
if
 x < T.min 
then

        
return
 T.min
    
if
 x ≥ T.max 
then
 
// no next element

        
return
 M
    i = floor(x/
√
M
)
    lo = x mod 
√
M

    
    
if
 lo < T.children[i].max 
then

        
return
 (
√
M
 i) + FindNext(T.children[i], lo)
    j = FindNext(T.aux, i)
    
return
 (
√
M
 j) + T.children[j].min

end
```

最悪の場合でも、この関数で再帰呼び出し以外の計算は O(1) で行えて、再帰のたびに木のサイズは元のサイズの平方根となるので、ビット数は半分になる。よって、時間計算量は漸化式 {\displaystyle T(m)=T(m/2)+O(1)} で与えられ、このオーダーは O(log m) = O(log log M) となる。

### 挿入
vEB 木 T への値 x の挿入操作 insert(T, x) は次のように実現できる：
1. もし T が空なら、T.min = T.max = x として、操作は終了する。
2. もし x<T.min なら、T.min を対応する部分木 T.children[i] に挿入して、T.min = x とする。もし T.children[i] がもともと空なら、T.aux に i を挿入する。
3. それ以外の場合、対応する部分木 T.children[i] に x を挿入して、もし T.children[i] がもともと空なら、T.aux に i を挿入する。x>T.max なら、T.max = x とする。 とする。

```
function
 Insert(T, x)
    
if
 T.min > T.max 
then
 
// T is empty

        T.min = T.max = x;
        
return

    
if
 x < T.min 
then

        swap(x, T.min)
    
if
 x > T.max 
then

        T.max = x
    i = floor(x / 
√
M
)
    lo = x mod 
√
M

    Insert(T.children[i], lo)
    
if
 T.children[i].min == T.children[i].max 
then

        Insert(T.aux, i)

end
```

空の vEB 木への要素の挿入は O(1) で済む。もしアルゴリズムが再帰呼び出しを二回行っても、一度目の再帰呼び出しは空の vEB 木への挿入であるから、前節と同様に時間計算量の漸化式は {\displaystyle T(m)=T(m/2)+O(1)} となる。

### 削除
vEB 木からの削除は最も複雑な操作である。
vEB 木 T からの値 x の削除 Delete(T, x) は次のように実現できる：
1. もT.min = T.max = x なら、x が唯一の要素であるから、木は空になり、T.min = M と T.max = −1 とする。
2. x == T.min なら vEB 木で 2 番目に小さい値 y を探してそれを削除し、T.min = y とする。y は T.children[T.aux.min].min を計算すれば求められるから、O(1) で求まって、あとは y を部分木から削除すればよいだけである。
3. x≠T.minかつ x≠T.max なら、T.children[i] から x を削除する。
4. もし x == T.max なら、vEB 木で 2 番目に大きい値 y を探して、T.max=y としなければならない。前の場合と同じように x を削除した後、2 番目に大きい値は T.min か T.children[T.aux.max].max であるから、O(1) で計算できる。
5. 上のすべての場合において、削除によって T.children[i] が空になったら、i を T.aux から削除する。

```
function
 Delete(T, x)
    
if
 T.min == T.max == x 
then

        T.min = M
        T.max = −1
        
return

    
if
 x == T.min 
then

        hi = T.aux.min * 
√
M

        j = T.aux.min
        T.min = x = hi + T.children[j].min
    i = floor(x / 
√
M
)
    lo = x mod 
√
M

    Delete(T.children[i], lo)
    
if
 T.children[i] is empty 
then

        Delete(T.aux, i)
    
if
 x == T.max 
then

        
if
 T.aux is empty 
then

            T.max = T.min
        
else

            hi = T.aux.max * 
√
M

            j = T.aux.max
            T.max = hi + T.children[j].max

end
```

この操作場合でも、挿入の場合と同じように、ひとつしか要素のない vEB 木からの削除が定数時間で行えることが重要である。2 番目の再帰呼び出しは、x が対応する部分木の唯一の要素だった時にのみ発生する。

### 考察
log m が整数だという仮定は実際には不要である。{\displaystyle x{\sqrt {M}}} と {\displaystyle x{\bmod {\sqrt {M}}}} の計算は、上位 ⌈m/2⌉ ビットと下位 ⌊m/2⌋ ビットを取る操作で置き換えられる。現実の計算機では、割り算や剰余の計算よりこれはずっと高速である。

実用的な実装、特にビットシフトや最上位の 0 ビットを求める命令を持つマシンでは、m がワードサイズやその小さな倍数に達したら、データの持ち方をビット配列に変更することで、パフォーマンスを向上できる。ワードサイズの値の操作は全て定数時間で行えるので、漸近的な性能には影響しないが、大部分のポインタの保存と参照を省くことができ、大幅な時間計算量と空間計算量の削減が実現できる。
明らかな vEB 木の最適化として考えられるのは、空の部分木を省くことである。必要になるまで部分木が作られないので、多くの要素を含む場合、これで vEB 木のサイズは劇的に小さくなる。最初は、要素が追加されるたびに、合計 m/2 個のポインタを含む log(m) 個の新しい木が作られる。木が大きくなるにつれて、多くの部分木が再利用されるようになり、M 個の要素すべてを持つ木でも、O(M) のメモリしか消費されない。さらに、二分探索木と異なり、このメモリの大部分はデータそのものの保存に使われる。vEB 木全体で持つポインタは、要素が数億あったとしても数千個に収まる。
これはポインタを用いて実装され、空間計算量は O(M) = O(2m) となり、キーのある空間の大きさに比例する。これは次のように示される。
空間計算量に対して漸化式を立てると {\displaystyle S(M)=O({\sqrt {M}})+({\sqrt {M}}+1)\cdot S({\sqrt {M}})} となり、これを解くと {\displaystyle S(M)\in (1+{\sqrt {M}})^{\log \log M}+\log \log M\cdot O({\sqrt {M}})} となる。さらに、数学的帰納法により S(M) = M−2 も示される。

### 類似のデータ構造
O(M) の空間計算量は、キー空間の大部分が使われる場合以外には無駄が多い。これは vEB 木が実用でそこまで使われていない理由のひとつでもある。これには、子部分木に別のデータ構造を利用することで対処できる。ひとつ考えられるのは、階層ごとに固定されたビット数のみを用いることであり、この結果 trie が得られる。あるいは、配列をハッシュテーブルに置き換え、順序付けを犠牲にして空間計算量を O(n) （n は管理するキーの数）に減らすことも考えられる。x-fast tries や y-fast tries などの別のデータ構造では、vEB 木に匹敵する計算量を持ち、ハッシュテーブルを使って空間計算量を O(n log M) や O(n) に削減できる。

## 実装
Isabelle によって、正しさと時間計算量の両面で検証された実装が存在する。